# Europees kampioenschap basketbal vrouwen 2009
Het 32e Europees kampioenschap basketbal vrouwen vond plaats van 7 tot 20 juni 2009 in Letland. 16 nationale teams speelden in 3 steden om de Europese titel.

## Voorronde
De 16 deelnemende landen zijn onderverdeeld in vier poules van vier landen. De top drie van elke poule plaatsten zich voor de hoofdronde, de nummers 4 zijn uitgeschakeld.

### Groep A
De wedstrijden in deze groep vonden plaats in Liepāja.
| Datum  | Land      | Score   | Land      |
| ------ | --------- | ------- | --------- |
| 7 juni | Oekraïne  | 55 – 77 | Slowakije |
| 7 juni | Tsjechië  | 59 – 66 | Spanje    |
| 8 juni | Slowakije | 65 – 58 | Tsjechië  |
| 8 juni | Spanje    | 85 – 59 | Oekraïne  |
| 9 juni | Oekraïne  | 77 – 79 | Tsjechië  |
| 9 juni | Spanje    | 71 – 54 | Slowakije |

| Groep A |           |             |             |             |            |            |            |        |
| #       | Land      | Wedstrijden | Wedstrijden | Wedstrijden | Doelpunten | Doelpunten | Doelpunten | Punten |
| #       | Land      | G           | W           | V           | V          | T          | Saldo      | Punten |
| 1       | Spanje    | 3           | 3           | 0           | 222        | 172        | +50        | 6      |
| 2       | Slowakije | 3           | 2           | 1           | 196        | 184        | +12        | 5      |
| 3       | Tsjechië  | 3           | 1           | 2           | 196        | 208        | -12        | 4      |
| 4       | Oekraïne  | 3           | 0           | 3           | 191        | 241        | -50        | 3      |

### Groep B
De wedstrijden in deze groep vonden plaats in Liepāja.
| Datum  | Land        | Score   | Land        |
| ------ | ----------- | ------- | ----------- |
| 7 juni | Griekenland | 59 – 43 | Hongarije   |
| 7 juni | Letland     | 86 – 52 | Polen       |
| 8 juni | Polen       | 62 – 60 | Griekenland |
| 8 juni | Hongarije   | 59 – 76 | Letland     |
| 9 juni | Polen       | 60 – 53 | Hongarije   |
| 9 juni | Griekenland | 68 – 70 | Letland     |

| Groep B |             |             |             |             |            |            |            |        |
| #       | Land        | Wedstrijden | Wedstrijden | Wedstrijden | Doelpunten | Doelpunten | Doelpunten | Punten |
| #       | Land        | G           | W           | V           | V          | T          | Saldo      | Punten |
| 1       | Letland     | 3           | 3           | 0           | 232        | 179        | +53        | 6      |
| 2       | Polen       | 3           | 2           | 1           | 174        | 199        | -25        | 5      |
| 3       | Griekenland | 3           | 1           | 2           | 187        | 175        | +12        | 4      |
| 4       | Hongarije   | 3           | 0           | 3           | 155        | 195        | -40        | 3      |

### Groep C
De wedstrijden in deze groep vonden plaats in Valmiera.
| Datum  | Land     | Score   | Land     |
| ------ | -------- | ------- | -------- |
| 7 juni | Litouwen | 71 – 49 | Servië   |
| 7 juni | Rusland  | 74 – 61 | Turkije  |
| 8 juni | Turkije  | 69 – 66 | Litouwen |
| 8 juni | Servië   | 37 – 72 | Rusland  |
| 9 juni | Turkije  | 65 – 55 | Servië   |
| 9 juni | Litouwen | 52 – 60 | Rusland  |

| Groep C |          |             |             |             |            |            |            |        |
| #       | Land     | Wedstrijden | Wedstrijden | Wedstrijden | Doelpunten | Doelpunten | Doelpunten | Punten |
| #       | Land     | G           | W           | V           | V          | T          | Saldo      | Punten |
| 1       | Rusland  | 3           | 3           | 0           | 206        | 150        | +56        | 6      |
| 2       | Turkije  | 3           | 2           | 1           | 195        | 195        | 0          | 5      |
| 3       | Litouwen | 3           | 1           | 2           | 189        | 178        | +11        | 4      |
| 4       | Servië   | 3           | 0           | 3           | 141        | 208        | -67        | 3      |

### Groep D
De wedstrijden in deze groep vonden plaats in Valmiera.
| Datum  | Land        | Score   | Land        |
| ------ | ----------- | ------- | ----------- |
| 7 juni | Wit-Rusland | 81 – 76 | Israël      |
| 7 juni | Italië      | 61 – 76 | Frankrijk   |
| 8 juni | Israël      | 64 – 75 | Italië      |
| 8 juni | Frankrijk   | 63 – 61 | Wit-Rusland |
| 9 juni | Wit-Rusland | 58 – 67 | Italië      |
| 9 juni | Frankrijk   | 73 – 70 | Israël      |

| Groep D |             |             |             |             |            |            |            |        |
| #       | Land        | Wedstrijden | Wedstrijden | Wedstrijden | Doelpunten | Doelpunten | Doelpunten | Punten |
| #       | Land        | G           | W           | V           | V          | T          | Saldo      | Punten |
| 1       | Frankrijk   | 3           | 3           | 0           | 212        | 192        | +20        | 6      |
| 2       | Italië      | 3           | 2           | 1           | 203        | 198        | +5         | 5      |
| 3       | Wit-Rusland | 3           | 1           | 2           | 200        | 206        | -6         | 4      |
| 4       | Israël      | 3           | 0           | 3           | 210        | 229        | -19        | 3      |

## Hoofdronde
De wedstrijden in de hoofdronde werden gespeeld in twee poules van zes teams. Onderlinge resultaten uit de voorronde telden mee voor de hoofdronde. De beste vier landen uit elke poule zijn door naar de kwartfinales. De overige landen zijn uitgeschakeld.

### Groep E
De wedstrijden in deze groep vonden plaats in Riga.
| Datum   | Land        | Score   | Land        |
| ------- | ----------- | ------- | ----------- |
| 11 juni | Polen       | 56 – 65 | Slowakije   |
| 11 juni | Griekenland | 48 – 67 | Spanje      |
| 11 juni | Tsjechië    | 47 – 65 | Letland     |
| 13 juni | Griekenland | 62 – 45 | Tsjechië    |
| 13 juni | Spanje      | 67 – 55 | Polen       |
| 13 juni | Slowakije   | 78 – 69 | Letland     |
| 15 juni | Slowakije   | 57 – 59 | Griekenland |
| 15 juni | Polen       | 68 – 82 | Tsjechië    |
| 15 juni | Letland     | 60 – 67 | Spanje      |

| Groep E |             |             |             |             |            |            |            |        |
| #       | Land        | Wedstrijden | Wedstrijden | Wedstrijden | Doelpunten | Doelpunten | Doelpunten | Punten |
| #       | Land        | G           | W           | V           | V          | T          | Saldo      | Punten |
| 1       | Spanje      | 5           | 5           | 0           | 338        | 276        | +62        | 10     |
| 2       | Slowakije   | 5           | 3           | 2           | 319        | 313        | +6         | 8      |
| 3       | Letland     | 5           | 3           | 2           | 350        | 312        | +38        | 8      |
| 4       | Griekenland | 5           | 2           | 3           | 297        | 301        | -4         | 7      |
| 5       | Tsjechië    | 5           | 1           | 4           | 291        | 326        | -35        | 6      |
| 6       | Polen       | 5           | 1           | 4           | 293        | 360        | -67        | 6      |

### Groep F
De wedstrijden in deze groep vonden plaats in Riga.
| Datum   | Land        | Score   | Land        |
| ------- | ----------- | ------- | ----------- |
| 12 juni | Italië      | 59 – 64 | Turkije     |
| 12 juni | Wit-Rusland | 51 – 66 | Rusland     |
| 12 juni | Litouwen    | 55 – 57 | Frankrijk   |
| 14 juni | Wit-Rusland | 61 – 55 | Litouwen    |
| 14 juni | Rusland     | 67 – 59 | Italië      |
| 14 juni | Turkije     | 43 – 55 | Frankrijk   |
| 16 juni | Italië      | 72 – 58 | Litouwen    |
| 16 juni | Turkije     | 70 – 86 | Wit-Rusland |
| 16 juni | Frankrijk   | 72 – 66 | Rusland     |

| Groep F |             |             |             |             |            |            |            |        |
| #       | Land        | Wedstrijden | Wedstrijden | Wedstrijden | Doelpunten | Doelpunten | Doelpunten | Punten |
| #       | Land        | G           | W           | V           | V          | T          | Saldo      | Punten |
| 1       | Frankrijk   | 5           | 5           | 0           | 323        | 286        | +37        | 10     |
| 2       | Rusland     | 5           | 4           | 1           | 333        | 295        | +38        | 9      |
| 3       | Wit-Rusland | 5           | 2           | 3           | 317        | 321        | -4         | 7      |
| 4       | Italië      | 5           | 2           | 3           | 318        | 323        | -5         | 7      |
| 5       | Turkije     | 5           | 2           | 3           | 307        | 340        | -33        | 7      |
| 6       | Litouwen    | 5           | 0           | 5           | 286        | 319        | -33        | 5      |

## Kwartfinales
Deze wedstrijden werden gespeeld in Riga.
| Datum   | Land      | Score        | Land        |
| ------- | --------- | ------------ | ----------- |
| 17 juni | Slowakije | 68 – 70 (nv) | Wit-Rusland |
| 17 juni | Spanje    | 61 – 42      | Italië      |
| 18 juni | Frankrijk | 51 – 49      | Griekenland |
| 18 juni | Rusland   | 69 – 64 (nv) | Letland     |

## Plaatsingswedstrijden
Deze wedstrijden werden gespeeld in Riga.
| Datum               | Land      | Score        | Land        |
| ------------------- | --------- | ------------ | ----------- |
| 19 juni             | Slowakije | 59 – 64      | Griekenland |
| 19 juni             | Italië    | 68 – 66 (nv) | Letland     |
| 20 juni (7e plaats) | Letland   | 67 – 59      | Slowakije   |
| 20 juni (5e plaats) | Italië    | 56 – 60      | Griekenland |

## Halve finales
Deze wedstrijden werden gespeeld in Riga.
| Datum   | Land        | Score   | Land      |
| ------- | ----------- | ------- | --------- |
| 19 juni | Wit-Rusland | 56 – 64 | Frankrijk |
| 19 juni | Spanje      | 61 – 77 | Rusland   |

## Bronzen finale
Deze wedstrijd werd gespeeld in Riga.
| Datum   | Land   | Score   | Land        |
| ------- | ------ | ------- | ----------- |
| 20 juni | Spanje | 63 – 56 | Wit-Rusland |

## Finale
Deze wedstrijd werd gespeeld in Riga.
| Datum   | Land    | Score   | Land      |
| ------- | ------- | ------- | --------- |
| 20 juni | Rusland | 53 – 57 | Frankrijk |

## Eindrangschikking
| Goud   | Frankrijk   |
| Zilver | Rusland     |
| Brons  | Spanje      |
| 4      | Wit-Rusland |
| 5      | Griekenland |
| 6      | Italië      |
| 7      | Letland     |
| 8      | Slowakije   |

| 9  | Tsjechië  |
| 9  | Turkije   |
| 11 | Litouwen  |
| 11 | Polen     |
| 13 | Hongarije |
| 13 | Israël    |
| 13 | Oekraïne  |
| 13 | Servië    |

## Individuele prijzen

### MVP (Meest Waardevolle Speler)
- Evanthia Maltsi

### All-Star Team
- Svetlana Abrosimova
- Anete Jēkabsone-Žogota
- Sandrine Gruda
- Céline Dumerc
- Evanthia Maltsi

1938 · 
1950 · 
1952 · 
1954 · 
1956 · 
1958 · 
1960 · 
1962 · 
1964 · 
1966 · 
1968 · 
1970 · 
1972 · 
1974 · 
1976 · 
1978 · 
1980 · 
1981 · 
1983 · 
1985 · 
1987 · 
1989 · 
1991 · 
1993 · 
1995 · 
1997 · 
1999 · 
2001 · 
2003 · 
2005 · 
2007 · 
2009 · 
2011 · 
2013 · 
2015 · 
2017 · 
2019 · 
2021 · 
2023 · 
2025